# 8-cm-Raketen-Vielfachwerfer
Der 8-cm-Raketen-Vielfachwerfer war ein Werfer der deutschen Wehrmacht im Zweiten Weltkrieg.

## Geschichte
Der 8-cm-Raketen-Vielfachwerfer war ein deutscher Nachbau des russischen Mehrfachraketenwerfers Katjuscha. Ab 1943 wurde er auf Initiative der Waffen-SS gebaut und auf erbeutete Fahrgestelle des französischen Halbketten-Artillerieschleppers SOMUA MCL und in geringerer Stückzahl auf Sd.Kfz. 4 „Maultier“ montiert. Ungefähr 300 Werfer kamen zur Auslieferung, hauptsächlich an Einheiten der Waffen-SS. Ein inoffizieller Name dieses Werfers war Himmler-Orgel, bezeichnet nach Heinrich Himmler, der als Reichsführer SS fungierte. Der Name leitete sich von der deutschen Bezeichnung Stalin-Orgel für den russischen Katjuscha-Raketenwerfer ab.

## Aufbau und Funktionsweise
Der Raketenwerfer bestand aus 24 Startschienen aus Stahl, die um 360° schwenkbar waren. Auf jeder Startschiene konnten zwei 6,9 kg schwere Raketen-Sprenggranaten mit dem Kaliber 7,8 cm montiert werden. Die Raketen, die flügelstabilisiert waren, wurden nacheinander mit ungefähr einer Sekunde Abstand gezündet. Die Höchstschussweite betrug 5300 m. Es konnten deutsche und erbeutete russische Raketen verschossen werden.

## Einsatz
Der 8-cm-Raketen-Vielfachwerfer wurde in SS-Werfer-Abteilungen mit je vier Batterien zu je sechs 150-mm-Werfern eingesetzt. Die Vielfachwerferbatterie bildete dabei die fünfte Batterie der Abteilung. Die SS-Werfer-Abteilungen (mot.) 101 bis 104 waren dem I. bis IV. SS-Panzerkorps als Schwerpunktwaffe zugeteilt.

## Fotogalerie

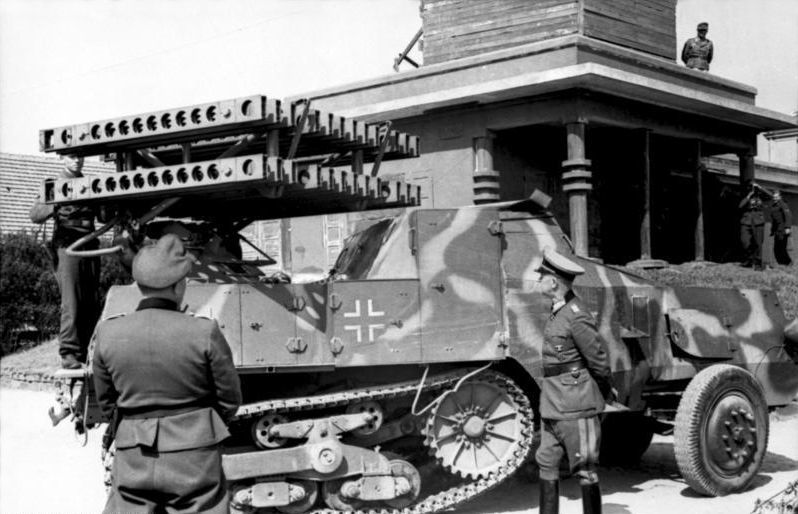
Eine Waffenvorführung eines 24-fach 8-cm-Raketen-Vielfachwerfers auf einem gepanzerten SOMUA MCL Halbkettenfahrzeug bei Riva Bella in der Normandie am 30. Mai 1944
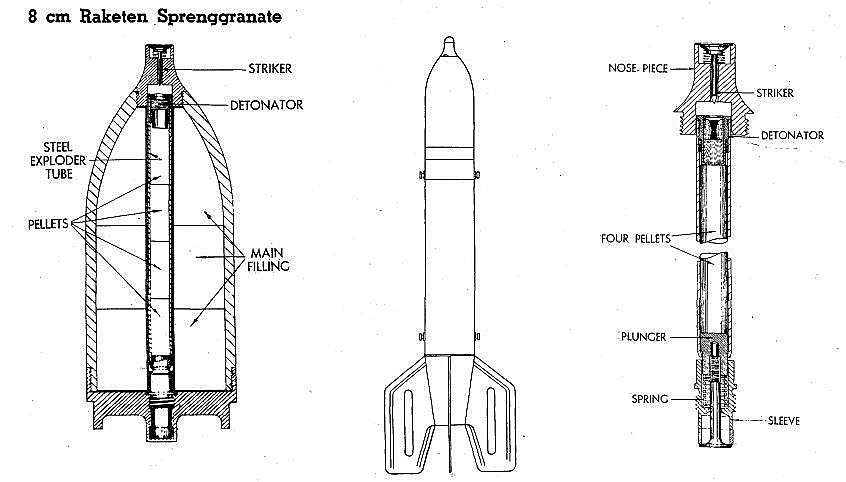
8-cm-Raketen-Sprenggranate mit Komponenten